# Fair Oaks (Kalifornien)
Fair Oaks ist ein census-designated place (CDP) im Sacramento County im US-Bundesstaat Kalifornien mit 32.514 Einwohnern (Stand: 2020). Das Stadtgebiet hat eine Größe von 26,7 km².

## Sehenswürdigkeiten und Merkmale

### Wilde Hühner
In Fair Oaks gibt es viele wilde Hühner. Die Hühner blockieren oft die Straßen, wodurch die Autos darauf warten müssen, bis die Hühner die Straße überqueren können. Man findet sie in den Parks und Nachbarschaften in der Nähe des alten Stadtzentrums von Fair Oaks. Zu jeder Tageszeit kann man die Rufe der Hähne hören. Sie sind freundlich und Kinder jagen sie oft oder füttern sie. Es gibt sogar ein jährliches „Chicken Festival“ und einen „Chicken Run“.

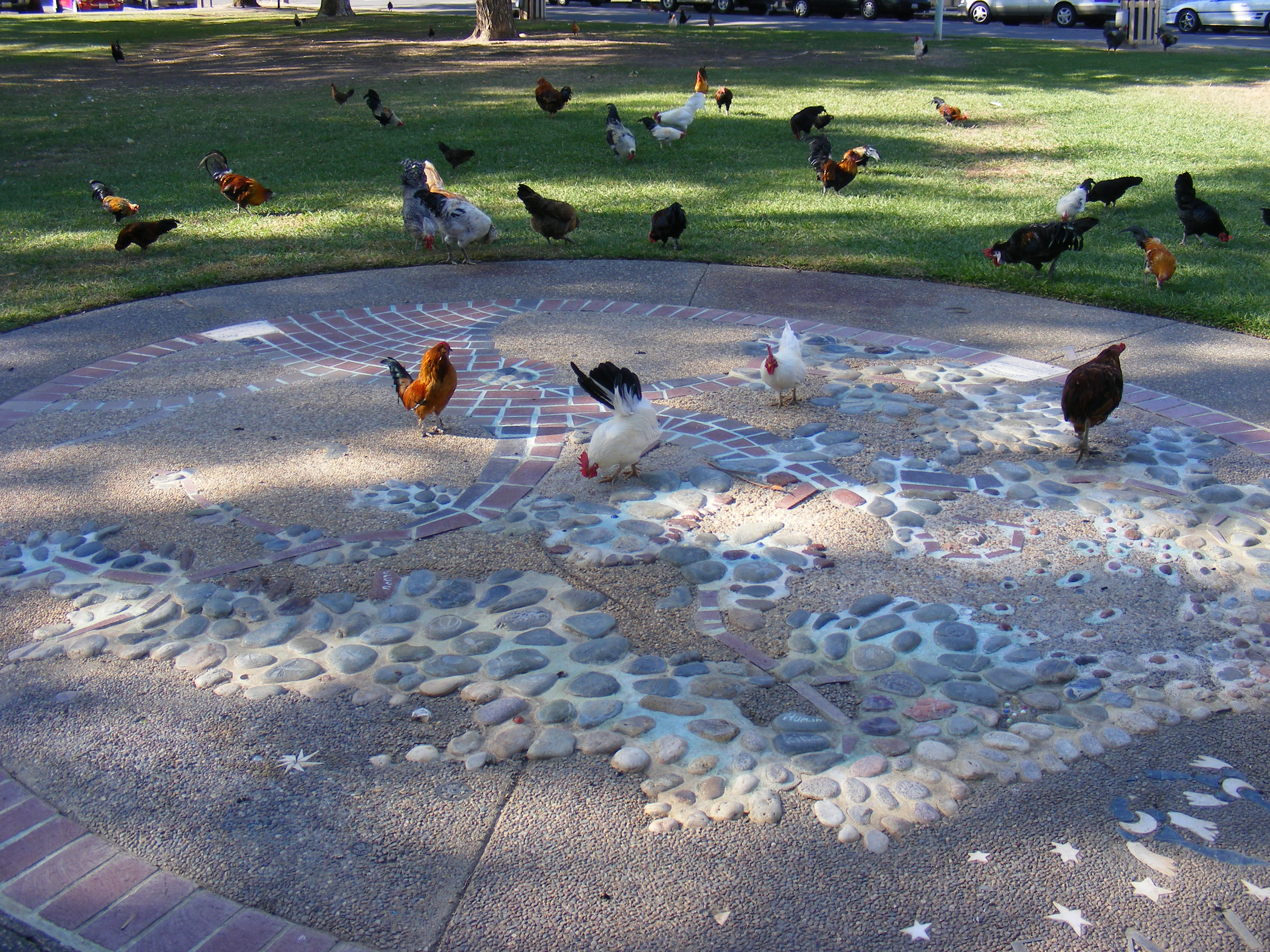
Wilde Hühner in Fair Oaks

### Die rote Brücke
Über den American River führt eine schöne rote Brücke, die als Verbindung zwischen dem Radweg auf der anderen Seite des Flusses und dem alten Stadtzentrum von Fair Oaks dient. Da es sich um eine Fußgängerbrücke handelt, können nur Fußgänger oder Radfahrer sie überqueren. Viele Menschen genießen es, abends über die Brücke zu gehen und den Sonnenuntergang zu beobachten.

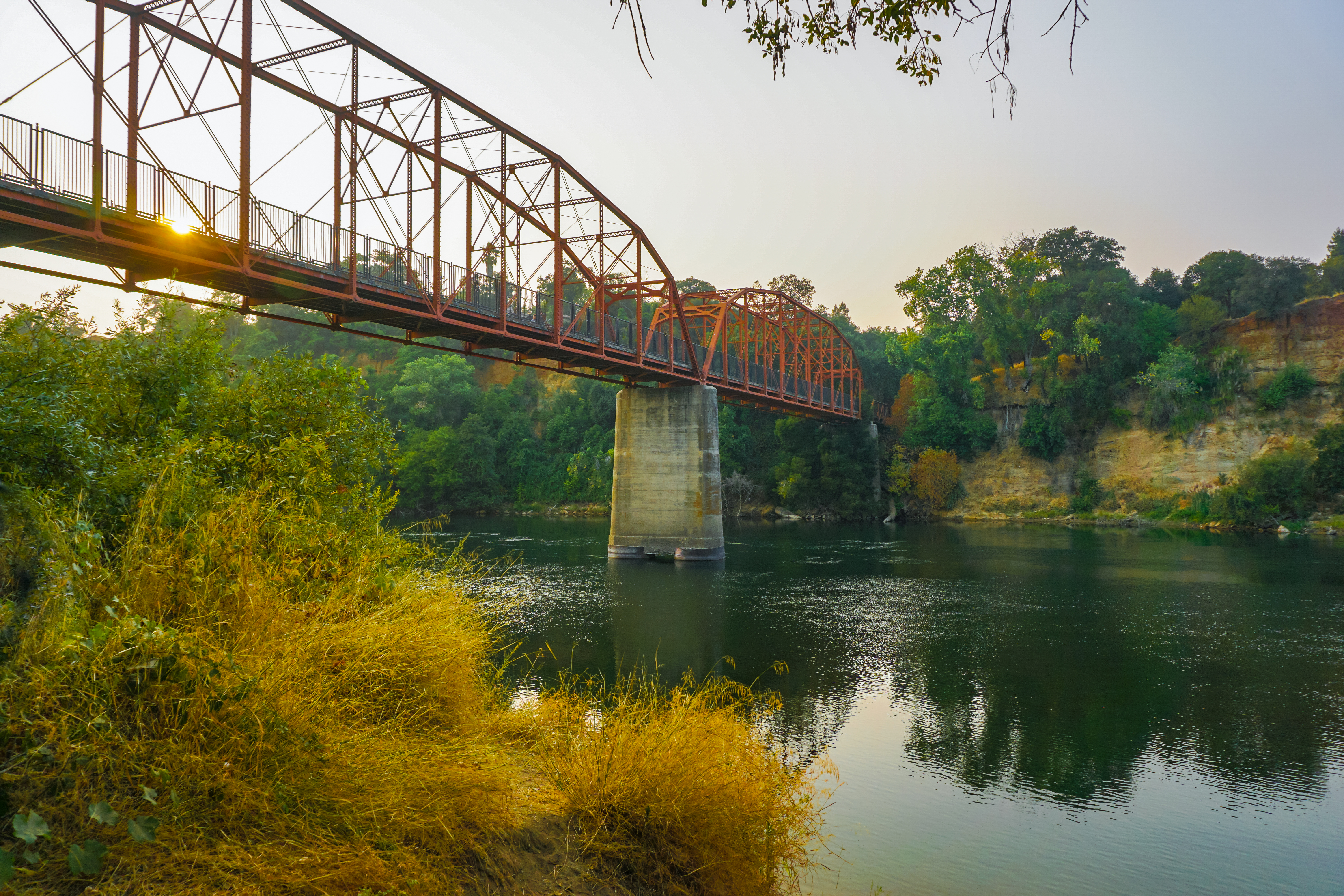
Die rote Brücke in Fair Oaks

### Sunflower Drive-in
Das Sunflower Drive-in ist eines der beliebtesten Restaurants in Fair Oaks. Es befindet sich direkt neben dem Fair Oaks Park und bietet seit 1978 frische Speisen zum Mitnehmen an.

### Fair Oaks Park
Im Fair Oaks Park gibt es eine große Open-Air-Bühne, einen Kinderspielplatz und viele Picknicktische. Außerdem gibt es ein großes Veranstaltungszentrum für Theaterstücke, Tanzveranstaltungen und Musikauftritte. Natürlich dürfen auch die Hühner diesen Park ihr Zuhause nennen.

### Miller Park
Miller Park ist ein Park neben der Earl Legette Elementary School und bietet öffentliche Tennisplätze, einen Bach, einen Basketballplatz und einen Kinderspielplatz. Darüber hinaus kommen viele hierher, um auf den öffentlichen Grills zu grillen. Der Park ist in Fair Oaks für seine heißen, unorganisierten Basketballspiele bekannt, bei denen es häufig zu Schlägereien oder Verletzungen von Spielern kommt.

## Bildung
Der San Juan Unified School District ist die für die örtlichen öffentlichen Schulen zuständige Organisation. Sie betreiben und verwalten Grundschulen, Mittelschulen und Hochschulen. Die öffentlichen Schulen in Fair Oaks sind die Earl LeGette Elementary School, die Northridge Elementary School, die Orangevale Open K-8 School, die Will Rogers Middle School, die Bella Vista High School und die Del Campo High School. Um an einer dieser Schulen studieren zu können, muss der Wohnsitz innerhalb der Grenzen von Fair Oaks liegen.
Die Hochschulen Bella Vista und Del Campo haben eine sportliche Rivalität, vor allem im Langlauf und in der Leichtathletik, wo beide Teams auf Bundeslandesebene durchweg starke Ergebnisse erzielen. Darüber hinaus ist American Football ein Bereich, in dem die Rivalität auf hohem Niveau zu beobachten ist.
Es gibt auch mehrere Privatschulen in Fair Oaks, darunter die Religionsschulen Summit Christian School und St. Mel Catholic School sowie die eher berufsorientierte Ausbildung der Sacramento Waldorf School.

## Wissenswertes

### Der lange Tod des Stuntman Cameron
Die Dreharbeiten für eine Szene in diesem Oscar-nominierten Film aus dem Jahr 1980 fanden 1979 an der Fair Oaks Rote Brücke statt.

### The 916
Die Vorwahl 916 wird für Telefonnummern innerhalb von Fair Oaks und anderen Gebieten in Sacramento verwendet. The 916 ist zu einer umgangssprachlichen Bezeichnung für die Gruppe von Menschen geworden, die stolz in dieser Gegend leben. Darüber hinaus haben Gruppen wie die 916 Crew (die Tanzgruppe des Basketballteams Sacramento Kings) und der Rapper 916Frosty (ein lokaler Rapper) den Begriff verwendet.

### Warum heißt Fair Oaks eigentlich Fair Oaks?
Die Geschichte des Namens führt immer noch zu Debatten. Laut der Webseite der Fair Oaks Historical Society glauben einige Leute, dass das Gebiet wegen seiner Hügel und Eichenwälder Fair Oaks genannt wurde. Eine andere Version besagt jedoch, dass es nach Fair Oaks, Virginia, benannt wurde, wo eine Bürgerkriegsschlacht ausgetragen wurde.

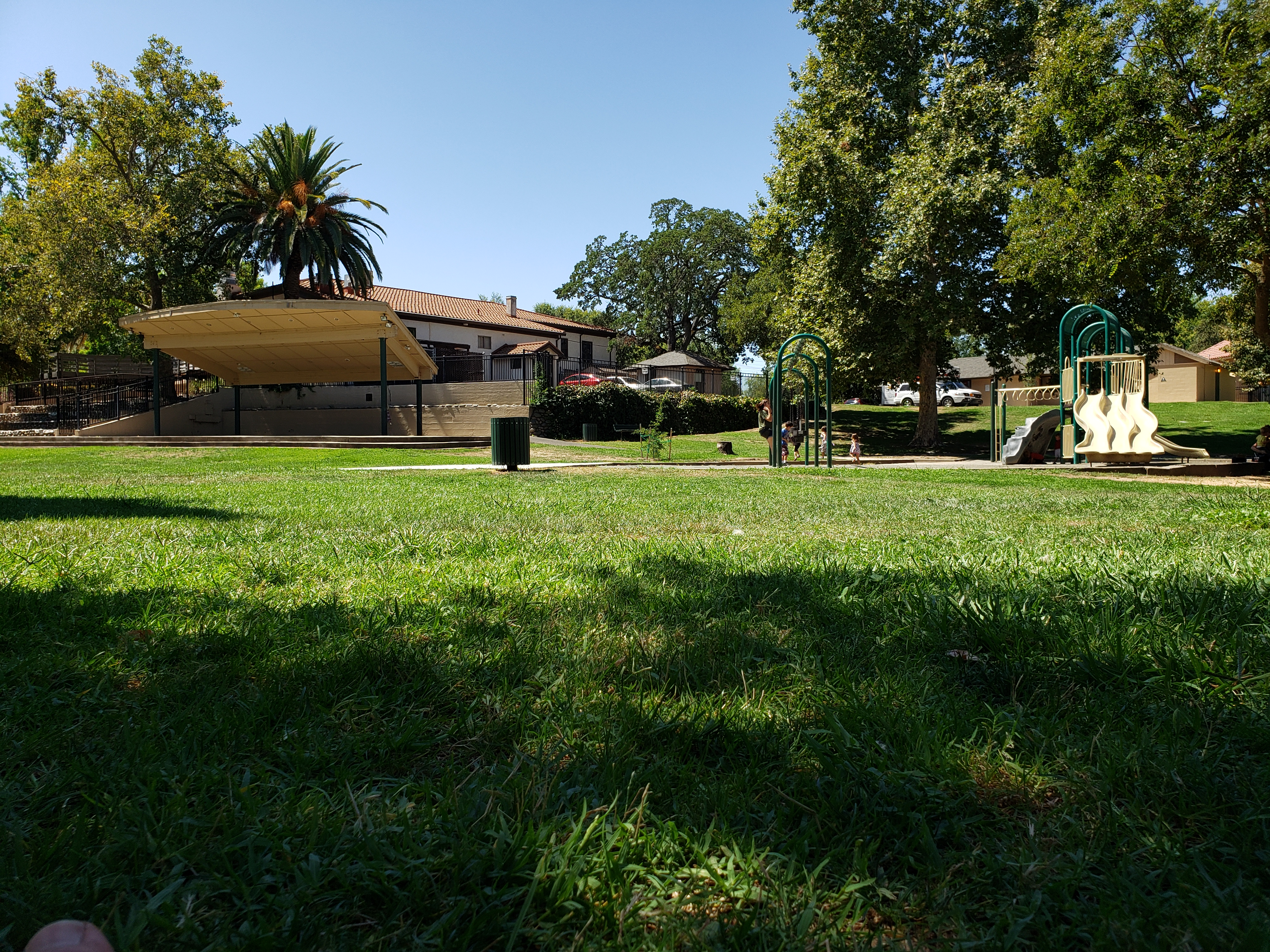
Der Fair Oaks Park

## Söhne und Töchter der Stadt
- Joan Lunden (* 1950), Journalistin, Nachrichtensprecherin und Autorin
- Randall Bal (* 1980), Schwimmer
- Ian Hecox (* 1987), Mitbegründer des YouTube-Kanals und Comedy-Unternehmens „Smosh“
- Nicholas Sparks (* 1965), US-amerikanischer Liebesromanautor, Drehbuchautor und Filmproduzent
- Miles Silvas (* 1996), Profi-Skateboarder